# Galliera Veneta
Galliera Veneta är en ort och kommun i provinsen Padova i regionen Veneto i Italien. Kommunen hade 7 141 invånare (2018).